# Оливетол
Оливетол, также известный как 5-пентилрезорцин или 5-пентил-1,3-бензендиол, представляет собой органическое соединение, содержащееся в некоторых видах лишайников; он также является прекурсором в различных схемах синтезах тетрагидроканнабинола.

## Распространённость
Оливетол - это природное органическое соединение. Он содержится в некоторых видах лишайников и может быть легко извлечен.
Оливетол также вырабатывается рядом насекомых как феромон, репеллент, либо антисептик.
Каннабис способен внутри себя вырабатывать родственное вещество оливетоловую кислоту (ОЛК), которая может быть вовлечена в биосинтез тетрагидроканнабинола (ТГК).

## Синтез аналогов ТГК
Оливетол используется в различных методах получения синтетических аналогов ТГК. Одним из таких методов является реакция конденсации оливетола и пулегона.  В PiHKAL Александр Шульгин сообщает о более грубом способе получения того же продукта путем взаимодействия оливетола и эфирного масла апельсина в присутствии фосфорилхлорида.
Способ синтеза самого ТГК заключается в реакции конденсации между оливетолом и Δ2-карен оксидом.

## Легальность
Производство, хранение и/или распространение оливетола не запрещено законом ни в одной стране; однако в Соединенных Штатах за этим прекурсором следит DEA.

## Биосинтез
Оливетол биосинтезируется реакцией поликетидсинтазного типа (ПКС) из гексаноил-КоА и трех молекул малонил-КоА путем альдольной конденсации тетракетидного промежуточного продукта. В 2009 году Таура и др. удалось клонировать ПКС III типа под названием оливетолсинтаза (ОЛС) из Cannabis sativa. Этот ПКС представляет собой гомодимерный белок, состоящий из 385 аминокислотного полипептида с молекулярной массой 42 585 Da, который имеет высокое сходство последовательностей (60-70%) с растительными ПКС.
Данные проведенного Таурой исследования кинетики ферментов ОЛС показывают, что ОЛС катализирует декарбоксилатно-альдольную конденсацию с образованием оливетола. Это похоже на механизм стильбенсинтазы при превращении п-кумароил-КоА и малонил-КоА в ресвератрол. Хотя оливетол является декарбоксилированной формой ОЛК, маловероятно, что ОЛС производит оливетол из ОЛК. Неочищенные экстракты ферментов, приготовленные из цветков и листьев, не синтезируют оливетоловую кислоту, а дают только оливетол. Точный механизм биосинтеза оливетола пока неясен, но возможно, что метаболический комплекс, образующий ОЛК, образуется вместе с ОЛС. Кроме того, также оказывается, что ОЛС специально принимает только стартовые эфиры КоА с алифатическими боковыми цепями от С4 до С8, такие как гексаноил-КоА.